# آثار كارثة زلزال وتسونامي توهوكو في عام 2011

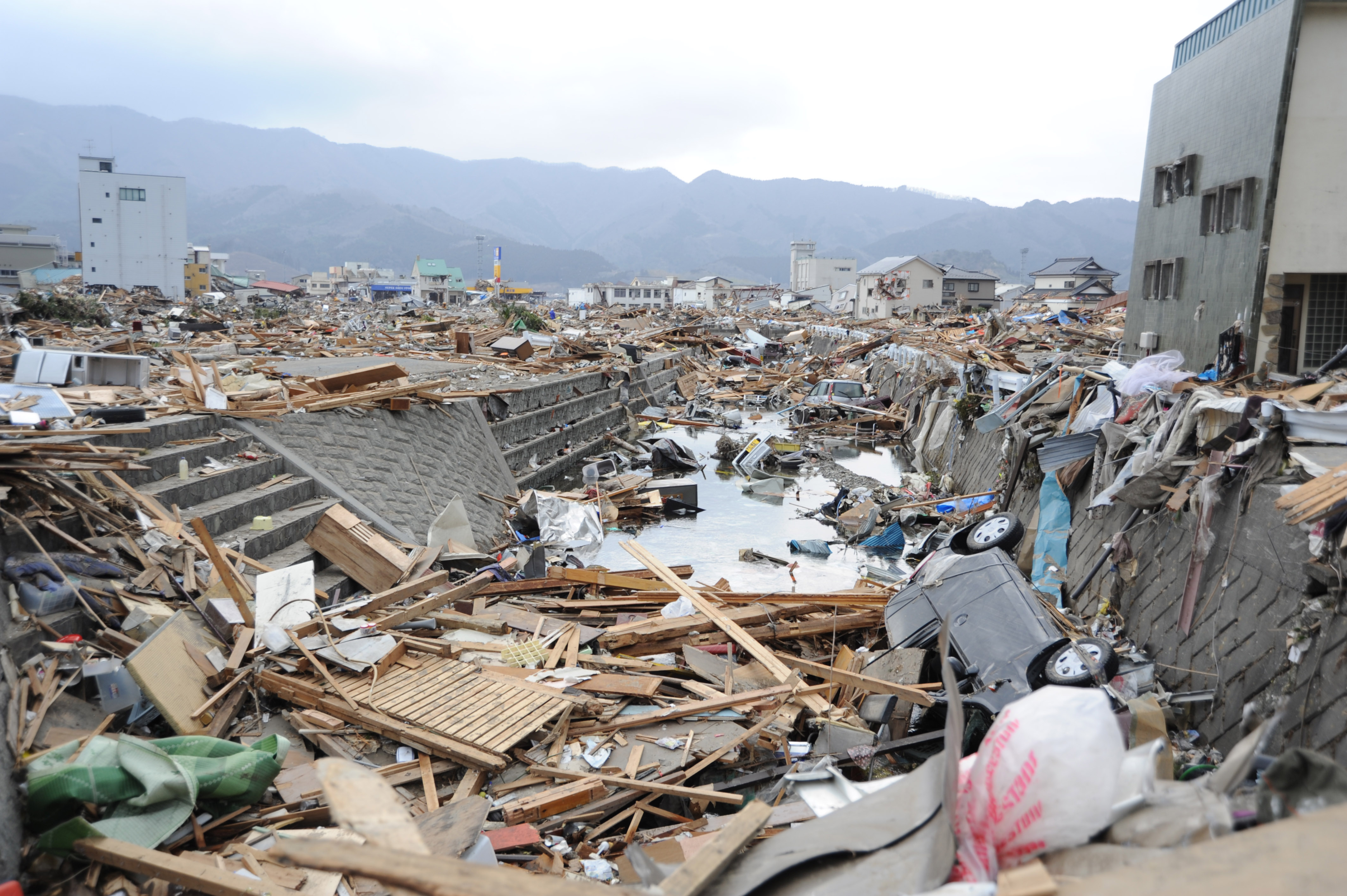

تضمنت آثار كارثة زلزال وتسونامي توهوكو في عام 2011 أزمة إنسانية وأضرارًا اقتصادية في آن واحد، إذ تسبب التسونامي في تشريد أكثر من 300,000 لاجئ في منطقة توهوكو اليابانية، ونجم عنه نقص في الطعام، والماء، والمأوى، والدواء، والوقود للناجين، وبلغ عدد الوفيات المؤكدة 15,891 حالة. تجاوبًا مع الأزمة، حشدت الحكومة اليابانية قوات الدفاع الذاتي، في حين أرسلت دول عديدة فرق تفتيش وإنقاذ للمساعدة في البحث عن الناجين. استجابت منظمات الإغاثة في اليابان والعالم أيضًا، إذ بلّغ الصليب الأحمر الياباني عن تبرعات وصلت إلى مليار دولار أمريكي. تضمن الضرر الاقتصادي مشاكل فورية، بسبب تعليق الإنتاج الصناعي في العديد من المصانع، ومشكلة طويلة الأمد تجسدت في تكلفة إعادة الإعمار التي قُدرت بـ10 تريليونات ين ياباني (122 مليار دولار أمريكي).
هناك ضرر أشد خطورة سبّبه التسونامي: الأذى الحرج الذي لحق بمحطة فوكوشيما النووية الأولى لتوليد الطاقة، ما نتج عنه انبعاثات حادة للنشاط الإشعاعي واحتمال تشكّلِ تهديد طويل الأمد على المستويين الصحي والبيئي يُحيج إلى عمليات تنظيف مرتفعة التكاليف.

## الأزمة الإنسانية
تسببت كارثة زلزال وتسونامي توهوكو في عام 2011 بتهجير عدد كبير من البشر، إذ بلغ عدد المهجرين -حتى تاريخ 26 يناير 2012- 341,411 شخصًا. توفي بعض الناجين من الزلزال في الملاجئ أو في أثناء عملية الإخلاء، وعانت العديد من الملاجئ من أجل تأمين الطعام للمهجرين ولم تكن مجهزة طبيًا بما فيه الكفاية.
أعاق نقص الوقود عمليات الإغاثة. في الأسبوع الأول الذي أعقب الزلزال، واجه نقل مؤن الطعام والماء والدواء صعوبات بسبب نقص الوقود والأوضاع الجوية. حُددت كميات الطعام بالنسبة لبعض الأشخاص الذين لم يتهجّروا، وبحلول نهاية مارس، كان بعضهم يحصلون على وجبة واحدة في اليوم.
برزت الحاجة إلى إيواء سكني مؤقت، مع محاولة الحكومة اليابانية إجلاء المهجرين من الملاجئ الكبيرة، حيث وردت تقارير بسوء الظروف الصحية. مع نهاية شهر مارس، خُطط لإقامة 8,800 وحدة مؤقتة في محافظة إيواته، و10,000 في محافظة مياغي، و19,000 في محافظة فوكوشيما.
بحلول نهاية يوليو عام 2011، بلغ عدد المهجرين في اليابان 87,063 شخصًا، كان من بينهم 19,918 شخصًا يبيتون في فنادق ونُزُل. أُقيمت 46,081 وحدة إيواء مؤقت، أي نحو 88 بالمئة من العدد الذي خُطط له، وانتقل المهجرون إلى 73 بالمئة من وحدات الإيواء المؤقت المتوفرة.

## الحوادث النووية
عقب الزلزال والتسونامي وفشل أنظمة التبريد في محطة فوكوشيما النووية الأولى لتوليد الطاقة بالإضافة إلى أمور تخص منشآت نووية أخرى، أُعلِنت حالة طوارئ نووية في اليابان يوم 11 مارس عام 2011. كانت هذه أول حالة طوارئ تُعلَن في البلاد، وأُجلِي 140,000 شخص من السكان ضمن مسافة 20 كيلومترًا (12 ميلًا) من المحطة. نجم عن الانفجارات واندلاع الحريق مستويات خطرة من الإشعاع، فقدح ذلك الزناد لانهيار في سوق الأسهم وامتلاء الأسواق المركزية بالمواطنين المذعورين الذين يريدون التموّن. نصحت كل من المملكة المتحدة وفرنسا وبعض الدول الأخرى مواطنيها بالتفكير في مغادرة طوكيو، بسبب مخاوف من انتشار التلوث النووي. جذبت هذه الحوادث الأنظار وألّبت المخاوف حول معايير التصميم المضاد للزلازل في محطات اليابان النووية، وبذلك جعلت حكومات أخرى تعيد النظر في تقييم برامجها النووية. بحلول أبريل عام 2011، كان الماء ما يزال يُصب داخل المفاعلات المتضررة من أجل تبريد قضبان الوقود المنصهرة. قال جون برايس، وهو عضو سابق في وحدة سياسة الأمان لدى الشركة النووية الوطنية في المملكة المتحدة، إنه «قد يمر 100 عام قبل أن تصبح قضبان الوقود المنصهر قابلة للإزالة بأمان من محطة فوكوشيما النووية في اليابان».
زادت المشاكل التي واجهت إعادة الاستقرار إلى محطة فوكوشيما الأولى تعنُّتَ المواقف تجاه الطاقة النووية. وبحلول يونيو عام 2011، «أكثر من 80 بالمئة من اليابانيين الآن يقولون إنهم مناهضون للطاقة النووية ولا يثقون بالمعلومات التي تقدمها الحكومة حول الإشعاع». قد تمهد أزمة فوكوشيما المستمرة الطريق نحو نهاية الطاقة النووية في اليابان، إذ «يتصاعد رفض المواطنين وتأبى السلطات المحلية تقديم الإذن لإعادة تشغيل المفاعلات التي خضعت لفحوص السلامة». تُظهر السلطات المحلية تشككًا حول مدى كفاية إجراءات السلامة المتخذة، وتحفظًا في منح الأذونات -التي باتت مطلوبة قانونًا الآن- لإعادة المفاعلات النووية المعلقة إلى العمل.